# Іванов Петро Михейович
Петро́ Михе́йович Івано́в (нар. 19 жовтня 1913 — пом. 28 листопада 1943) — радянський військовий льотчик, Герой Радянського Союзу (1944, посмертно), учасник громадянської війни в Іспанії та радянсько-фінської війни, у роки німецько-радянської війни  командир 866-го винищувального авіаційного полку. Підполковник.

## Біографічні дані
Петро Михейович Іванов народився 19 жовтня 1913 року в с. Новотулка (нині Пітерського району Саратовської області РФ) у селянській родині. Росіянин. Закінчив 7 класів і школу ФЗУ в 1932 році. Працював токарем у Златоусті. 
1933 року поступив у військову школу пілотів імені О. Ф. Мясникова, яку успішно закінчив у 1934 р. Служив у частинах винищувальної авіації. Брав участь у громадянській війні в Іспанії 1936—1939 років та радянсько-фінській війні у 1939—1940 роках. 
На фронтах німецько-радянської війни  з першого дня. Був командиром 866 винищувального авіаційного полку. Здійснив 299 бойових вилетів, у 80 повітряних боях збив 17 літаків ворога.
З самого початку війни боровся в складі 17-ї повітряної армії на Південно-Західному, Сталінградському та 3-му Українському фронтах. Брав участь в оборонних операціях першого періоду війни, Сталінградській битві та у визволенні України від німецько-фашистських загарбників. Двічі був пораненим. 
За бойові відзнаки був нагороджений трьома орденами Червоного Прапора (1939, 1941, 1943). 
Загинув 28 листопада 1943 року в повітряному бою над селом Нижня Хортиця Запорізької області поблизу міста Запоріжжя. 
Звання Героя Радянського Союзу Петру Михейовичу Іванову було присвоєно посмертно 26 жовтня 1944 року за 299 бойових вильотів, 17 збитих літаків супротивника та проявлені при цьому відважність і мужність.
Похований на Капустяному кладовищі (вулиця Солідарності) Шевченківського району  міста Запоріжжя.

## Вшанування пам'яті
Ім'ям підполковника Петра Михейовича Іванова названа вулиця в Шевченківському районі міста Запоріжжя.